# Aaron Sorkin
Aaron Benjamin Sorkin (New York, 9 giugno 1961) è uno sceneggiatore, drammaturgo, produttore televisivo, attore e regista statunitense.
È noto principalmente per aver creato le serie televisive Sports Night e West Wing - Tutti gli uomini del Presidente tra la fine degli anni '90 e gli inizi degli anni 2000. Nel 2011 viene premiato con un Oscar alla migliore sceneggiatura non originale per il film The Social Network, di David Fincher. Ha inoltre sceneggiato altri film di successo come Codice d'onore (1992), Il presidente - Una storia d'amore (1995), La guerra di Charlie Wilson (2007), L'arte di vincere (2011) e Steve Jobs (2015). Nel 2017 esordisce come regista con il film Molly's Game, per il quale è anche sceneggiatore.

## Biografia
Sorkin nasce nel 1961 nella circoscrizione di Manhattan a New York da genitori ebrei, la madre è un'insegnante e il padre un avvocato. Il fratello e la sorella seguono le orme paterne diventando avvocati. Fin da giovane si interessa alla recitazione, covando l'aspirazione di diventare un attore affermato. Frequenta la Scarsdale High School, dove viene coinvolto in vari corsi e club di recitazione e teatro. Nel 1979 studia presso la Syracuse University, dove si laurea nel 1983 in Musical.
Dopo la laurea torna a New York cercando fortuna come attore, ma come tanti altri attori incontra difficoltà nel trovare occasioni, così si deve arrangiare con i lavori più disparati, autista di limousine, interprete di telegrammi cantati e cameriere. Durante il suo tempo libero inizia a scrivere, divenendo ben presto un promettente commediografo, ottenendo successi a Broadway e off-Broadway. Nel 1990 viene messo sotto contratto dalla Castle Rock Entertainment e nel 1992 adatta per il grande schermo la sua opera teatrale A Few Good Men. Codice d'onore viene diretto da Rob Reiner con un cast che comprende Tom Cruise, Jack Nicholson e Demi Moore.
Negli anni novanta lavora per molte produzioni importanti. Come script doctor non accreditato lavora alla sceneggiatura di Schindler's List - La lista di Schindler di Steven Spielberg, collabora al film The Rock di Michael Bay e riscrive alcune scene di Nemico pubblico di Tony Scott, inoltre collabora in coppia con Warren Beatty alla stesura dello script di Bulworth - Il senatore. Nel 1998 è creatore e produttore della serie televisiva Sports Night e continua la sua collaborazione con Hollywood realizzando le sceneggiature dei film Malice - Il sospetto e Il presidente - Una storia d'amore. Per la stesura dello script di quest'ultimo, Sorkin vi lavorò per quasi due anni, realizzando uno script di quasi 400 pagine, successivamente ridimensionato in fase di sceneggiatura. Il materiale scartato gli servì per creare la serie televisiva West Wing - Tutti gli uomini del Presidente, serie ambientata nell'Ala Ovest della Casa Bianca, dove lavorano il Presidente degli Stati Uniti d'America e il suo staff, racconta le problematiche quotidiane, le difficili decisioni pubbliche e private del Presidente democratico Josiah "Jed" Bartlet e del suo staff. La serie ha ottenuto due Golden Globe e ben 26 Emmy Award.
Nei primi anni 2000 Sorkin si ritrova a gestire due serie televisive contemporaneamente, e lo stress lo porta ad abusare di alcool e droghe, venendo arrestato in aeroporto per possesso di marijuana, funghi allucinogeni e crack. Riabilitatosi dai suoi problemi di droga, nel 2006 dopo la fine di West Wing - Tutti gli uomini del Presidente, dà vita ad una nuova serie televisiva intitolata Studio 60 on the Sunset Strip, serie che mescola commedia e dramma, raccontando il dietro le quinte di un programma di intrattenimento, simile al Saturday Night Live, e esorcizzando così a modo suo il mondo dello spettacolo.

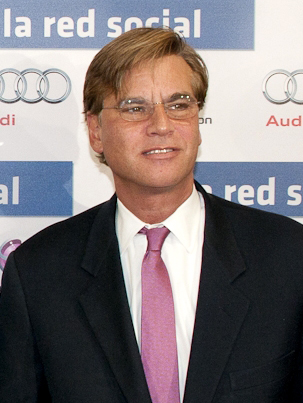
Aaron Sorkin nell'ottobre 2010.

Nel 2007 è sceneggiatore de La guerra di Charlie Wilson di Mike Nichols con Tom Hanks e Julia Roberts. Dopo più di dieci anni lontano dalle scene teatrali, nel 2007 debutta a Broadway la sua commedia The Farnsworth Invention. Nel 2010 raggiunge l'apice del suo successo scrivendo la sceneggiatura del film The Social Network, incentrata sulla creazione del social network Facebook e basata sul libro Miliardari per caso - L'invenzione di Facebook: una storia di soldi, sesso, genio e tradimento di Ben Mezrich. Tale lavoro gli vale l'assegnazione nel 2011 di molti premi prestigiosi tra cui un Oscar, un Golden Globe ed un Premio BAFTA.

## Filmografia

### Sceneggiatore

#### Cinema
- Codice d'onore (A Few Good Men), regia di Rob Reiner (1992)
- Malice - Il sospetto (Malice), regia di Harold Becker (1993)
- Il presidente - Una storia d'amore (The American President), regia di Rob Reiner (1995)
- The Rock, regia di Michael Bay (1996) – non accreditato[3]
- Una ragazza sfrenata (Excess Baggage), regia di Marco Brambilla (1997) – non accreditato[4]
- Bulworth - Il senatore (Bulworth), regia di Warren Beatty (1998) – non accreditato[5]
- Nemico pubblico (Enemy of the State), regia di Tony Scott (1998) – non accreditato[4]
- La guerra di Charlie Wilson (Charlie Wilson's War), regia di Mike Nichols (2007)
- The Social Network, regia di David Fincher (2010)
- L'arte di vincere (Moneyball), regia di Bennett Miller (2011)
- Steve Jobs, regia di Danny Boyle (2015)
- Molly's Game, regia di Aaron Sorkin (2017)
- Il processo ai Chicago 7 (The Trial of the Chicago 7), regia di Aaron Sorkin (2020)
- A proposito dei Ricardo (Being the Ricardos), regia di Aaron Sorkin (2021)

#### Televisione
- Sports Night – serie TV, 45 episodi (1998-2000)
- West Wing - Tutti gli uomini del Presidente (The West Wing) – serie TV, 154 episodi (1999-2006)
- Studio 60 on the Sunset Strip – serie TV, 22 episodi (2006-2007)
- The Newsroom – serie TV, 25 episodi (2012-2014)

#### Regista
- Molly's Game (2017)
- Il processo ai Chicago 7 (The Trial of the Chicago 7) (2020)
- A proposito dei Ricardo (Being the Ricardos), regia di Aaron Sorkin (2021)

### Attore

#### Cinema
- Codice d'onore (A Few Good Men), regia di Rob Reiner (1992)
- Il presidente - Una storia d'amore (The American President), regia di Rob Reiner (1995)
- The Social Network, regia di David Fincher (2010)

#### Televisione
- West Wing - Tutti gli uomini del Presidente (The West Wing) – serie TV, episodio 7x22 (2006)
- Entourage - serie TV, 2 episodi (2009-2010)

## Doppiatori italiani
Nelle versioni in italiano delle opere in cui ha recitato, Aaron Sorkin è stato doppiato da:
- Alessandro Rossi in The Social Network

## Opere teatrali
- Removing All Doubt (1984)
- Hidden in This Picture (1988)
- A Few Good Men (1989)
- Making Movies (1990)
- The Farnsworth Invention (2007)
- To Kill a Mockingbird (2018)

## Premi e riconoscimenti
Premio Oscar
- 2011 - Miglior sceneggiatura non originale per The Social Network
- 2012 - Candidatura alla miglior sceneggiatura non originale per L'arte di vincere
- 2018 - Candidatura alla miglior sceneggiatura non originale per Molly's Game
- 2021 - Candidatura alla miglior sceneggiatura originale per Il processo ai Chicago 7

Golden Globe
- 1993 - Candidatura alla miglior sceneggiatura per Codice d'onore
- 1996 - Candidatura alla miglior sceneggiatura per Il presidente - Una storia d'amore
- 2008 - Candidatura alla miglior sceneggiatura per La guerra di Charlie Wilson
- 2011 - Miglior sceneggiatura per The Social Network
- 2012 - Candidatura alla miglior sceneggiatura per L'arte di vincere
- 2016 - Miglior sceneggiatura per Steve Jobs
- 2018 - Candidatura alla miglior sceneggiatura per Molly's Game
- 2021 - Candidatura al miglior regista per Il processo ai Chicago 7
- 2021 - Miglior sceneggiatura per Il processo ai Chicago 7
- 2022 - Candidatura alla miglior sceneggiatura per A proposito dei Ricardo

BAFTA
- 2011 - Migliore sceneggiatura non originale per The Social Network
- 2012 - Candidatura alla migliore sceneggiatura non originale per L'arte di vincere
- 2016 - Candidatura alla migliore sceneggiatura non originale per Steve Jobs
- 2018 - Candidatura alla migliore sceneggiatura non originale per Molly's Game
- 2021 - Candidatura alla migliore sceneggiatura originale per Il processo ai Chicago 7
- 2022 - Candidatura alla migliore sceneggiatura originale per A proposito dei Ricardo

Premio Emmy
- 1999 - Candidatura alla miglior sceneggiatura in una serie commedia per Sports Night
- 2000 - Candidatura alla miglior sceneggiatura in una serie drammatica per West Wing - Tutti gli uomini del Presidente (episodio "Sbarco imminente")
- 2000 - Miglior sceneggiatura in una serie drammatica per West Wing - Tutti gli uomini del Presidente (episodio "Buon natale, Presidente!")
- 2000 - Miglior serie drammatica per West Wing - Tutti gli uomini del Presidente
- 2001 - Candidatura alla miglior sceneggiatura in una serie drammatica per West Wing - Tutti gli uomini del Presidente (episodi "Spari nell'ombra" e "Il terzo uomo")
- 2001 - Miglior serie drammatica per West Wing - Tutti gli uomini del Presidente
- 2002 - Candidatura alla miglior sceneggiatura in una serie drammatica per West Wing - Tutti gli uomini del Presidente (episodio "Una serata a New York")
- 2002 - Miglior serie drammatica per West Wing - Tutti gli uomini del Presidente
- 2003 - Candidatura alla miglior sceneggiatura in una serie drammatica per West Wing - Tutti gli uomini del Presidente (episodio "Il XXV emendamento")
- 2003 - Miglior serie drammatica per West Wing - Tutti gli uomini del Presidente
- 2021 - Candidatura al miglior varietà speciale (pre-registrato) per A West Wing Special to Benefit When We All Vote